# Igreja de São Bartolomeu (Borba)
A Igreja de São Bartolomeu, ou Igreja Paroquial de São Bartolomeu de Borba, fica situada na freguesia de São Bartolomeu, no município de Borba, em Portugal.
Encontra-se classificada como Monumento de Interesse Público desde 2014.

## História
Já desde o século XIV que existia provavelmente em Borba uma capela de S. Bartolomeu. No entanto, é a 19 de Julho de 1597 que uma carta é dirigida a El-Rei D. Filipe II "requerendo-lhe a confirmação da freguesia e igreja de São Bartolomeu". A confirmação só veio a verificar-se por alvará de 6 de Março de 1609. É muito provável que por esta ocasião tenha sido construído o templo tal como existe actualmente.
A igreja é de uma só nave e um dos seus principais motivos de interesse é a abobada pintada, representando cenas da vida de São Bartolomeu, datável de cerca de 1630.
Ao longo dos séculos XVII, XVIII e inícios do século XIX, a igreja foi sucessivamente valorizada com inúmeros contributos artísticos. Entre 1669 e 1673, revestiu-se a igreja de azulejos de padrão de tapete que vieram de Lisboa. Em 1731, foi construído o retábulo em talha dourada, da autoria do mestre entalhador Manuel Nunes da Silva, um dos mais importantes escultores do barroco alentejano.
Actualmente, além da capela-mor existem os altares ou capelas altares do Carmo, Calvario, Monte Virgem, Soledade, S. Pedro e Santíssimo Sacramento. Outra das preciosidades desta igreja encontra-se nesta última capela, construída entre 1786 e 1790. No seu interior possui uma tela do pintor borbense, José de Sousa de Carvalho, que representa o “Triunfo do Santíssimo Sacramento”. Em 1808, foi encomendado o órgão ao mestre organeiro, António Xavier Machado Cerveira.